# Lech Piasecki
Lech Piasecki (Poznan, 13 november 1961) is een voormalig Pools wielrenner. Tijdens zijn enige deelname aan de Ronde van Frankrijk in 1987 droeg hij twee dagen de gele trui.

## Belangrijkste overwinningen
1982
7e etappe (deel A) Milk Race
1983
6e en 7e etappe Ronde van Polen
1985
Wereldkampioen op de weg, Amateurs
1e, 7e, 8e en 11e etappe Vredeskoers
Eindklassement Vredeskoers
1986
Ronde van Romagna
Florence-Pistoia
12e etappe Ronde van Italië
3e etappe Ronde van de Aude
Trofeo Baracchi
1987
1e etappe Tirreno-Adriatico
1988
21e etappe (deel B) Ronde van Italië
Trofeo Baracchi
1989
Ronde van Friuli
10e, 15e (deel B) en 22e (ITT) etappe Ronde van Italië
7e etappe Tirreno-Adriatico
1990
Florence-Pistoia

## Resultaten in voornaamste wedstrijden
| Jaar | Ronde van Italië | Ronde van Frankrijk | Ronde van Spanje |
| ---- | ---------------- | ------------------- | ---------------- |
| 1986 | 65e (1)          |                     |                  |
| 1987 | 53e              | opgave              |                  |
| 1988 | 74e (1)          |                     |                  |
| 1989 | 67e (3)          |                     |                  |
| 1990 | 56e              |                     | opgave           |

| Jaar |  | WK op de weg |
| ---- |  | ------------ |
| 1986 |  |              |
| 1987 |  | 34e          |
| 1988 |  |              |
| 1989 |  |              |
| 1990 |  |              |

Wielerploegen van Lech Piasecki
Baronchelli ·
Ceruti ·
Cesarini ·
Giovenzana ·
Giupponi ·
Gölz · 
Lang ·
Loro ·
Milani ·
Pevenage ·
Piasecki ·
Piovani ·
Alberto Saronni ·
Antonio Saronni ·
Giuseppe Saronni
Baronchelli ·
Ceruti (tot 30/06) ·
Cesarini ·
Colombo ·
Contini ·
Giupponi ·
Lang ·
Loro ·
Milani ·
Piasecki ·
Piovani ·
Pozzi ·
Alberto Saronni ·
Antonio Saronni ·
Giuseppe Saronni ·
Vanotti
Ballerini ·
Chioccioli ·
Gelfi ·
Giupponi ·
Lang ·
Lecchi ·
Loro ·
Milani ·
Piasecki ·
Piovani ·
Rota ·
Alberto Saronni ·
Antonio Saronni ·
Giuseppe Saronni
Allocchio ·
Ballerini ·
Bordonali ·
Contini ·
Faresin ·
Fregonese ·
Furlan ·
Gallo ·
Giupponi ·
Lang ·
Lietti ·
Lorenzon ·
Pagnin ·
Piasecki ·
Piovani ·
Pizzol ·
Rota ·
A. Saronni ·
G. Saronni ·
Strazzer ·
Vanzella ·
Visentini
Bincoletto ·
Bombini ·
Bontempi ·
Bordonali ·
Bortolami ·  
Bramati ·
Furlan · 
Halupczok ·
Jaskuła · 
Kulas ·
Pelliccioli ·
Piasecki ·
Piovani ·
Saronni ·  
Szerszynski · 
Tosi ·  
Vanzella
Bincoletto ·
Bono ·
Bontempi ·
Bortolami ·  
Botteon ·
D. Bramati ·
L. Bramati ·
Cortinovis ·
Martinelli · 
Nicoletti ·
Pelliccioli ·
Piasecki ·
Piovani ·
Svorada ·  
Szerszynski · 
Tosi